# Komor Vilmos-emlékplakett
A Komor Vilmos emlékplakett adományozásának hagyományát 1978-ban kezdeményezte Komor Vilmos Kossuth-díjas, érdemes művész, karmester emlékére lánya, Komor Ágnes hárfaművész. Az elismerést évente adják át az Operaház egy-egy olyan művészének, korrepetitorának vagy karmesterének, aki művészi teljesítménye alapján arra leginkább érdemes.

## Díj leírása
A kitüntetés művészi kisplasztikáján Komor Vilmos arcmása és KOMOR VILMOS 1895-1977 körirat látható. 
A mű alkotója: Borsos Miklós

## Díjazottak
- 1978 Tamás István koncertmester

- 1979 Lukács Péter szólómélyhegedűs, szólamvezető

- 1980 Kovács János karmester

- 1981 Elek Tihamér fuvolaművész

- 1982 Zempléni Tamás kürtművész

- 1983 Dénes István karmester

- 1984 Csorba Mária koncertmester

- 1985 Berkes Kálmán klarinétművész

- 1986 Patkó József vezető korrepetitor

- 1987 Bognár Margit hárfaművész

- 1988 Párkányi Tibor szólócsellista

- 1989 P. Szabó Anikó korrepetitor

- 1990 Csányi Valéria karmester

- 1991 Petheő Zsolt korrepetitor

- 1992 Prőhle Henrik fuvolaművész

- 1993 Heller Ágnes balett korrepetitor

- 1994 Somorjai István trombitaművész

- 1995 Papp István brácsaművész

- 1996 Oberfrank Péter karmester

- 1997 Nagy Ferenc karmester

- 1998 Éder Pál koncertmester

- 1999 Kaposi Gergely karmester

- 2000 Csánky Emília oboaművész

- 2001 Dallos Erika korrepetitor

- 2002 Medveczky Ádám karmester

- 2003 Szőke Zoltán kürtművész

- 2004 Szennai Kálmán vezénylő korrepetitor, karmester

- 2005 Danyilova Galina hegedűművész, koncertmester

- 2006 Török Géza karmester

- 2007 Pfeiffer Gyula korrepetitor

- 2008 Kovács Miklós timpaniművész

- 2009 Soltész Valéria brácsaművész, szólamvezető

- 2010 Bartal László korrepetitor, karmester

- 2011 Pál Anikó korrepetitor

- 2012 Katona Anikó korrepetitor, karvezető

- 2013 Soltész Ágnes hegedűművész

- 2014 Fahidi Patrícia hegedűművész

- 2015 Várnai Beáta klarinétművész

- 2016 Lakatos Péter kürtművész
- 2017 Rumy Balázs klarinétművész
- 2018 Dóczi Áron hegedűművész
- 2019 Csige Attila üstdobművész
- 2022 Keskeny Ferenc hegedűművész
- 2023 Keresztesi Bálint tubaművész
- 2024 Stankowsky Endre gordonkaművész